# Solidaridad e Igualdad
El Espacio Solidaridad e Igualdad (SI) es una agrupación política de izquierda de la Argentina, originada en octubre de 2007. La misma se formó a partir de una fractura del partido Afirmación para una República Igualitaria (ARI) luego de las elecciones presidenciales del 28 de octubre de 2007, que se denominó inicialmente ARI Autónomo y que en mayo de 2008 adoptó el nombre de Espacio Solidaridad e Igualdad y la sigla SI. Actualmente es parte de Unidad Ciudadana, el frente armado alrededor de la conducción de Cristina Fernández de Kirchner.

## Historia

### Fundación

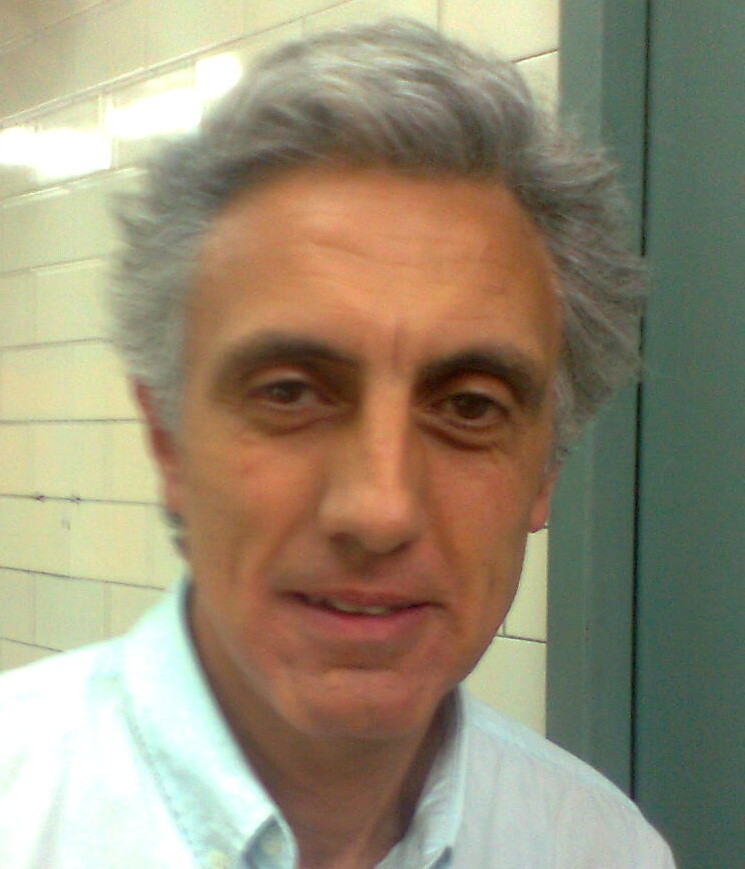
Carlos Raimundi, diputado, presidente partido Solidaridad + Igualdad. Foto 20-nov-2013

En mayo del 2008, en el Club Vedra del barrio porteño de Almagro, los legisladores y dirigentes del ARI Autónomo de todo el país se reunieron para terminar de delinear sus principios doctrinarios, encuentro que también aprovecharon para presentar en sociedad la nueva denominación del espacio: Solidaridad e Igualdad Sí. En el tercer encuentro nacional del ARI Autónomo (que incluyó por igual críticas al Gobierno y a su exlíder Elisa Carrió) resolvieron formar una mesa nacional y empezaron a debatir la política de alianzas con fuerzas afines. El nuevo nombre les tomó varias semanas de debate. Se barajaron 40 posibilidades hasta que al final se decidieron por la tradición del Frepaso (Solidaridad) y la del ARI (Igualdad). De esa manera rebautizaron su espacio, a fin de alejarse definitivamente de la fuerza que lideraba Elisa Carrió. El 16 de septiembre de 2008, en el hotel IBIS (Capital Federal) el espacio Solidaridad e Igualdad lanzó su partido en la provincia de Buenos Aires, informando que se estaba realizando la presentación formal en Córdoba, Santa Fe y Santiago del Estero.
Solidaridad e Igualdad (SI) estará coordinado de manera "abierta, federal y colegiada", para que pueda tener una representación "política plural y exista colectivización del debate". De esta forma, la fuerza comenzó a armar su base partidaria de cara a las elecciones legislativas del año 2009, comicios en los que algunos de sus integrantes deberán competir para renovar su mandato.
El Espacio SI tenía un bloque de diputados nacionales integrado por Eduardo Macaluse, Carlos Raimundi, María América González, Leonardo Gorbacz, Delia Bisutti, Lidia Naim, Emilio García Méndez, Nélida Belous y Verónica Benas. En 14 de enero de 2009, Raimundi advirtió que estaban en condiciones de presentarse ante la Justicia electoral, cumpliendo los requisitos para la inscripción como partido político en la provincia de Buenos Aires. Confiaba en que su sector pueda participar de las legislativas de 2009 y "se abra un espacio grande para el progresismo" que no está alineado con el gobierno aspirando a constituirse en "oposición responsable". El SI también intentaba constituirse como partido en Santa Fe, Río Negro y Capital Federal; precisando 5 distritos para poder convertirse en partido nacional. Además, el SI mantenía conversaciones con el espacio de Proyecto Sur, con vistas a tener un interbloque parlamentario.

### Comienzos como partido independiente
En agosto de 2008 se lanzó el Espacio Solidaridad e Igualdad en su nuevo local de Vicente López. El acto se realizó con la presencia los diputados nacionales Carlos Raimundi, Eduardo Macaluse y Lidia Naim, los concejales Blanca Díaz y Walter Rojas, y el dirigente local Alfredo Díaz.
En septiembre de 2008 en el Hotel Conquistador de la ciudad de Santa Fe y en el Hotel Rosario de la ciudad de Rosario, se concretó el lanzamiento del Partido SI de la provincia de Santa Fe. El acto contó con la presencia de las referentes provinciales Dra. Alicia Gutiérrez diputada provincial y Verónica Benas diputada nacional y con la presencia de los diputados nacionales del SI, Eduardo Macaluse, Carlos Raimundi, María América González, Lidia Naim, Emilio García Méndez, la diputada nacional (MC) Marta Maffei y dirigentes provinciales de 15 departamentos que firman el documento fundacional del SI de la provincia de Santa Fe. En noviembre de 2008 el espacio Solidaridad e Igualdad festejó un año de su creación. El ex-intendente de Morón Martín Sabbatella, el legislador porteño Martín Hourest, los Diputados Nacionales Claudio Lozano (Proyecto Sur) y Ricardo Cucovillo (Partido Socialista) y Carlos Chile del MTL, entre otros, se acercaron al lugar para acompañar el festejo de esta nueva fuerza política.
El 13 de febrero de 2009 los diputados nacionales y candidatos a renovar sus bancas Carlos Raimundi y María América González iniciaron en Mar del Plata su campaña con vistas a las elecciones legislativas. Acompañaron una conferencia de prensa otros referentes del SI como Eduardo Macaluse, Lidia Naim; y las también candidatas a legisladoras Delia Bisutti y Liliana Parada.
En diciembre de 2008 desde el espacio SI mostraron su descontento por el aumento otorgado a funcionarios municipales y concejales de la ciudad de Mercedes. Desde el espacio SI propusieron que se deroguen los artículos que impulsan esos aumentos
El 18 de marzo de 2009, Raimundi, candidato a primer diputado nacional por “Solidaridad e Igualdad” confirmó la lista del SI en Tandil incluyendo dirigentes que pasaron por el ARI, el PI e independientes progresistas.
En mayo de 2009, luego de la realización de elecciones internas abiertas, el partido Solidaridad e Igualdad (SI) de Tandil presentó su lista de candidatos concejales y consejeros escolares.
En julio de 2009, diputados del bloque Solidaridad e Igualdad (SI) apoyaron al presidente destituido de Honduras. Los diputados del SI Carlos Raimundi y Emilio García Méndez le manifestaron al canciller Jorge Taiana el respaldo de su partido a la posición asumida por la Argentina frente al golpe en Honduras y la defensa del presidente destituido Manuel Zelaya.

### Integración al Movimiento Proyecto Sur
En 2009 se integra al Movimiento Proyecto Sur. Como parte de la campaña presidencial 2011, el Frente Amplio Progresista (FAP) presentó un interbloque que unió en Diputados las bancadas del socialismo, el GEN, el juecismo cordobés y exintegrantes de Proyecto Sur como Buenos Aires para Todos, Solidaridad e Igualdad y Libres del Sur, un espacio que reunía a 16 legisladores, muchos de los cuales debían renovar bancas en octubre. La diputada cordobesa Cecilia Merchán, se alejó de Libres del Sur antes de las primarias con fuertes diferencias respecto de su política de alianzas y por la dura postura opositora que adoptó esa fuerza ante el Gobierno.
En junio de 2010 fue lanzado oficialmente el SI en el Club Sporting de Gualeguaychú en un acto que contó con la presencia del titular del SI nacional, Carlos Raimundi; el secretario general del SI Santa Fe, Oscar Belbey; el secretario de interior, Eduardo Depiante y la diputada provincial de Santa Fe, Alicia Gutiérrez.
En 2011 la candidatura de Hermes Binner a la presidencia con sectores de la centroizquierda y sin el radicalismo generó contrapuntos en torno a su eventual compañero de fórmula. Pino Solanas impulsó a la diputada nacional Alcira Argumedo y los cinco espacios (Proyecto Sur, PSA, MST, PCR y la agrupación Humanismo y Liberación) apoyaron esa intención en un comunicado pero finalmente Binner eligió a la juecista cordobesa Norma Morandini como su compañera de fórmula. Esto provocó que Solanas abandone el Frente Amplio Progresista ya que sentía que su partido no era tenido en cuenta en la toma de decisiones. A pesar de esto, el SI continúo dentro del Frente Amplio Progresista. Eduardo Macaluse, de Solidaridad e Igualdad recordó que la integración de la fórmula se definiría entre todos y que el candidato a presidente tenía preeminencia en la designación del vice. El SI, por lo tanto, no encontraba motivos para variar ese criterio, más allá del respeto que tenían por Alcira Argumedo. Otros sectores, como Libres del Sur apoyaron al sindicalista Víctor De Gennaro para ese lugar.
El recambio parlamentario de 2011 dejó afuera de la Cámara de Diputados a referentes de todos los bloques políticos. Eduardo Macaluse, no renovó su banca dado que se quedó sin lugar en las listas del FAP. Tampoco renovó banca su compañera de bloque Verónica Benas.

### Frente Nuevo Encuentro
En marzo de 2013 el diputado nacional Carlos Raimundi se reunió en la Facultad de Ciencias Sociales de la Universidad de Nacional de Lomas de Zamora a la militancia de Solidaridad e Igualdad de la provincia de Buenos Aires. También se ratificó el respaldo a la presidenta Cristina Fernández de Kirchner. Otro de los puntos será la organización interna del partido, teniendo en cuenta que el SI (Solidaridad Igualdad) ya forma parte de Nuevo Encuentro y del espacio kirchnerista Unidos y Organizados.
En mayo de 2013, en el Club Juventud Mendocina, se llevó a cabo la presentación formal de Solidaridad e Igualdad como parte del Frente Nuevo Encuentro (que tiene como cabeza a nivel nacional a Martín Sabbatella). En el acto, estuvo presente el Diputado Nacional, Carlos Raimundi de “Solidaridad-Igualdad”.
En junio de 2013, el Partido Justicialista formalizó la inscripción del Frente para la Victoria para las PASO del 11 de agosto y de las legislativas nacionales del 27 de octubre. El frente estaba integrado por el PJ, 18 partidos más y 15 agrupaciones municipales. Adhirió el Frente Social integrado por Hacer y Del Progreso Social, y el Frente Nuevo Encuentro que conforman Encuentro por la Democracia y la Equidad, Partido Solidario y Solidaridad + Igualdad.